# Rocko's Modern Life
Bob l'éponge
Rocko's Modern Life, ou Rocko et compagnie au Québec, est une série d'animation américaine en 52 épisodes de 22 minutes (ou 104 segments de 11 minutes) créée par Joe Murray, et initialement diffusée entre le 18 septembre 1993 et le 24 novembre 1996 sur la chaîne de télévision Nickelodeon.
En France, la série a été diffusée à partir de 1995 sur Canal+ puis sur Canal J, et au Québec à partir du 4 septembre 1998 sur Télétoon.
Joe Murray a initialement créé le personnage éponyme de la série pour une série de comics non-publiée à la fin des années 1980, puis l'a par la suite proposé à la chaîne télévisée Nickelodeon qui, à cette époque, était à la recherche d'un animateur pour le bloc de programmations Nicktoons. La chaîne laisse libre cours à l'imagination de l'équipe technique qui vise une audience aussi bien composée d'enfants que d'adultes. Pour les voix originales, Murray fait appel aux comédiens Tom Kenny et Carlos Alazraqui, dont la popularité s'est accrue à la fin de la diffusion de la série. Kenny détaille l'impact de la série, expliquant que « Rocko's Modern Life est l'une de ses émissions qui a fait connaître énormément de gens qui ont réussi à percer dans l'animation. »

## Synopsis
La série traite des aventures quotidiennes d'un wallaby anthropomorphe appelé Rocko, ayant immigré depuis l'Australie pour les États-Unis. Il fait face à de nombreux défis et problèmes impliquant ses amis qui tentent en retour de lui enseigner la signification de l'amitié. Tous les personnages de Rocko's Modern Life sont des animaux. Il en existe une large variété, dont la vaste majorité est mentalement instable. Murray explique avoir choisi les personnalités de nombreux animaux de la série afin de former une « caricature sociale. »

## Développement
À l'origine, le personnage apparaît dans un comics non-publié intitulé Travis. Murray s'essaye dans la vente de ce comics à la fin des années 1980, mais ne parvient pas à trouver le succès. De nombreux autres gribouillis de personnages apparaissent sur quelques-uns de ses bloc-notes. Il décrit l'animation du début des années 1990 comme « parfaite pour ce type de projet. On a saisi une opportunité qui ne pouvait plus se représenter de nos jours (les années 1990). » Murray tente de récolter des fonds pour son film indépendant My Dog Zero, et souhaitait le rachat des droits de la série par Nickelodeon. Il présente un croquis test du personnage à Nickelodeon, qui, de son côté, semble s'intéresser au scénario. À cette époque, Murray ne possède aucune expérience du domaine télévisé. L'industrie sort à peine d'une mauvaise période, et Murray voulait « voulait faire un peu bouger les choses. »
Linda Simensky, par la suite chargée du développement de l'animation pour Nickelodeon, explique le concept et la programmation du bloc Nicktoons à Murray. Il est à la base sceptique concernant le concept, car il se dit avoir toujours détesté les personnages de dessins-animés. Simensky lui explique que les personnages Nicktoons diffèrent des autres dessins-animés. Il explique ensuite que le concept de My Dog Zero en cartoon ne marcherait pas. Il fait ensuite ses recherches sur Nickelodeon et découvre que l'attitude de cette société est différente des autres chaînes télévisées. Murray développe le personnage de Rocko lors d'une visite dans un zoo de la Bay Area de San Francisco, et après avoir aperçu un wallaby. Murray gribouille sur son bloc-notes, développe le concept de Rocko's Modern Life, et l'envoie à Nickelodeon, pensant qu'il sera rejeté. Murray pensait que la société détesterait l'épisode pilote. Murray, après trois ou quatre mois, aurait « oublié » le concept se concentrait plus sur My Dog Zero, jusqu'à ce que Simensky lui informe que Nickelodeon souhaitait un épisode pilote. Murray se dit enfin fier de pouvoir récolter de l'argent pour son film My Dog Zero. Sur son site officiel, il décrit My Dog Zero comme « le film que Linda Simensky a vu et qui a mené à la création de Rocko. »
Dans l'épisode pilote original, Rocko est jaune. Sa couleur d'origine est changé à la suite de l'appel d'une société de fabrication intéressée dans la commercialisation de produits dérivés Rocko, mais stoppé à cause de la couleur, du fait qu'elle avait déjà un personnage jaune. Murray change la couleur de Rocko en beige, et la société accepte de distribuer le personnage. Avant la première diffusion de la série, cette dernière était initialement intitulée The Rocko Show.
En novembre 1992, deux mois avant la production de la première saison de Rocko's Modern Life, la première épouse de Murray se suicide. Murray considérait la série comme la cause de son suicide. Murray ressent des problèmes émotionnels et physiques lorsqu'il emménage à Los Angeles. Il explique également avoir été surpris de la décision de Nickelodeon pour de nouvelles saisons de la série, Nickelodeon renouvelle la série pour une seconde saison en décembre 1993.

## Épisodes
| Saison | Saison  | Épisodes | États-Unis        | États-Unis       |
| Saison | Saison  | Épisodes | Début de saison   | Fin de saison    |
| ------ | ------- | -------- | ----------------- | ---------------- |
|        | Pilotes | Pilotes  | 29 octobre 1992   | 29 octobre 1992  |
|        | 1       | 13       | 18 septembre 1993 | 5 décembre 1993  |
|        | 2       | 13       | 25 septembre 1994 | 12 mars 1995     |
|        | 3       | 13       | 22 octobre 1995   | 2 avril 1996     |
|        | 4       | 13       | 8 juillet 1996    | 24 novembre 1996 |

## Production
La série est produite entre les studios Games Animation et Joe Murray Productions. À la suite de problèmes avec le créateur de Ren & Stimpy John Kricfalusi, Nickelodeon se renferme sur lui-même en décidant de ne plus faire confiance à ses employés et crée alors son propre studio d'animation, Games Animation. Cependant, Murray leur rappelle qu'il a tous les droits de la série. Nickelodeon commence à connaître de plus en plus le succès grâce à ses cartoon. La productrice Mary Harrington fait le déplacement de New York jusqu'à Los Angeles afin de diriger Games Animation, et y faire produire Rocko's Modern Life. L'équipe commence la production en janvier 1993. Rocko's Modern Life devient la première série d'animation créée dans leur studio.
Joe Murray Productions et Games Animation louent des bureaux à Ventura Boulevard, dans la région de San Fernando Valley à Los Angeles, Californie. Murray loue un étage au Writers Guild of America, West. Sunwoo, puis Rough Draft Studios, assemblent l'animation.

## Voix originales
- Carlos Alazraqui : Rocko / Spunky / Leon / Granny Rocko
- Tom Kenny : Heffer Wolfe / Chuck / M. Smitty / Really Really Big Man / Peaches / divers personnages masculins
- M. Lawrence : Filburt / Peter Wolfe / divers personnages masculins
- Zack Barclift : Grand Papa Z / Boris Bump / divers personnages féminins
- Linda Wallem : Dr Hutchison / Mme Virginia Wolfe / Grandma Wolfe / Cindy Wolfe / Tammy la Porc / divers personnages féminins
- Charlie Adler : Ed Bighead / Gladys / M. George Wolfe / Grandpa Wolfe / Bev Bighead / Mr Dupette / M. et Mme Fathead / divers personnages masculins
- Joe Murray : Ralph Bighead

## Voix françaises
- Daniel Russo puis Gérard Surugue : Rocko
- Gérard Rinaldi : Heffer Wolfe, Mme Bighead
- Serge Bourrier : Filburt, M. Bighead, le patron de Rocko, pécheur (le diable)

## Équipe technique
- Joe Murray : créateur, producteur exécutif, auteur, rédacteur d'histoire (saison une à trois)
- Andy Houts : coordonnateur de projet
- Stephen Hillenburg : producteur, directeur conseil d'histoire, auteur, directeur créateur
- Derek Drymon : artisté d'storyboard, auteur
- Mr Lawrence : directeur conseil d'histoire, auteur
- Dan Povenmire : artisté d'conseil d'histoire, auteur
- Swampy Marsh : directeur conseil d'histoire, auteur
- Timothy Berglund (a.k.a. Timothy Björklund) : directeur conseil d'histoire, auteur
- Martin Olson : auteur
- George Maestri : auteur
- Vince Calandra : auteur
- Tim Hill : rédacteur d'histoire (saison quatre)
- Mark O'Hare : artisté conseil d'histoire
- Robert Hughes : directeur d'animation
- Antoine Guilbaud : artisté conseil d'histoire
- Sherm Cohen : artisté conseil d'histoire, directeur conseil d'histoire
- Tom Yasumi : temporisateur d'animation
- Danny Antonucci : artisté conseil d'histoire
- Jeff Myers : directeur d'animation
- Kevin O' Brien : artisté conseil d'histoire
- Alan Smart : directeur conseil d'histoire
- George Chilatas : directeur d'animation
- Nick Jennings : directeur d'animation
- Pete Michels : directeur d'animation
- Chris Savino : directeur d'animation
- Tom Yasumi : directeur d'animation
- Howy Parkins : directeur d'animation
- Roger Chiassen : auteur/directeur conseil d'histoire
- Robert McNally Scull : auteur/artisté conseil d'histoire